# Gobiopterus smithi
Gobiopterus smithi är en fiskart som först beskrevs av Menon och Talwar, 1973.  Gobiopterus smithi ingår i släktet Gobiopterus och familjen smörbultsfiskar. Inga underarter finns listade i Catalogue of Life.